# Gernot Nussbächer
Gernot Nussbächer (Brassó, 1939. augusztus 22. – Brassó, 2018. június 21.) erdélyi szász történész, levéltáros. Az erdélyi szászok történelmének, Brassó történetének, Johannes Honterus életének kutatója és tudósa, publikációs listája több, mint 1500 címet tartalmaz. Románia egyik legelismertebb és legavatottabb történésze, munkássága és életműve európai szinten ismert.

## Élete
1939-ben született a brassói Vár utca 120. száma alatti házában. Régi brassói családból származik; két dédapja – Franz Obert és Friedrich Wilhelm Seraphin – is történész volt. Az egykori Tartler-árvaházban működő óvodába járt, az elemi és a középiskolát a német tannyelvű Johannes Honterus Líceumban (akkori nevein 23-as Számú Elemi Iskola, illetve 2-es Számú Vegyes Líceum) végezte; itt nagy hatást tett rá Maja Philippi és Carl Lang. 1956 és 1961 között a kolozsvári Babeș–Bolyai Tudományegyetem történelem-filozófia szakán tanult. Köpeczi Sebestyén József révén bebocsátást nyert a Farkas utca 8. szám alatti Akadémiai Levéltár épületébe, ahol kapcsolatba került az akkori idők vezető magyar kutatóival, és áttekintést nyert a fontos történelmi tárgyú publikációkról. Diákévei alatt feljegyezték róla, hogy szinte minden szabadidejét könyvtárakban, archívumokban töltötte.
1961 októberétől a kolozsvári Állami Levéltárban, 1962–1986 között a brassói Állami Levéltárban dolgozott. 1967-ben letette a főlevéltárosi vizsgát. 1968-ban Jugoszláviában, 1973-ban Kelet-Németországban kutatta a romániai vonatkozású okmányokat. 1975-től a Román Történelemtudományi Társaság (Societatea de Științe Istorice din România) tagja. Doktori értekezését a középkori papírgyártásról tervezte írni, de a párt nem engedélyezte, hogy külföldre utazzon gyűjteményeket tanulmányozni, ezért inkább úgy döntött, hogy nem doktorál.
Miután testvére Svájcba, sógora és apósa Nyugat-Németországba települt át, a kommunisták fegyelmi büntetésként elmozdították posztjáról, így 1986-tól a Brassói Megyei Könyvtár bibliográfusaként tevékenykedett. 1989-ben a Romániai Ágostai Hitvallású Evangélikus Egyház brassói körzeti konzisztóriumának az adminisztratív igazgatója lett, majd a rendszerváltás után visszahelyezését kérte a brassói Állami Levéltárba, és 1990-től ismét ott dolgozott. Az 1990-es években több országot bejárt, számos archívumban végzett kutatómunkát, küldöttségek tagja volt, nemzetközi konferenciákon vett részt. 1996-ban levéltáros szakértőnek nevezték ki. 1999-ben nyugdíjba ment, de nyugdíjasként is folytatta kutatómunkáját. 2004-től a Casa Mureșenilor muzeográfusa, a 2010-es években az Evangélikus Egyházkerület irodavezetője volt. A brassói Állami Levéltár mellett az evangélikus egyház archívumában is aktív munkát végzett.

## Munkássága
Első tanulmányát 18 éves korában írta, a Fekete templom harangjáról. Publikációs listája több, mint 1500 címet tartalmaz, egyik legismertebb műve a Honterus életéről és munkásságáról szóló, 1973-ban írt monográfiája, mely 6 kiadást ért meg. Szerkesztette a Brassó Megyei Történeti Múzeum évkönyvét, a Cumidava folyóiratot, és gondozta a Neuer Weg erdélyi történelemmel foglalkozó rovatát. Rendszerezte a segesvári polgármesteri hivatal irattárát, és közreműködött a brassói polgármesteri hivatal középkori iratanyagának leltározásában. 1981–1986 és 1991–1995 között között német paleográfiai tanfolyamokat tartott a Román Állami Levéltár Továbbképző Központjában.
Több kutatási ösztöndíjban részesült: 1993-ban a gundelsheimi Arbeitskreis für Siebenbürgische Landeskunde, 1994-ben a konstanzi Arbeitskreis für mittelalterliche Geschichte, 1995-ben a bécsi Österreichisches Südosteuropa-Institut, 1996-ban a stuttgarti Institut für Auslandsbeziehungen, 1997-ben a müncheni Siebenbürgisch-Sächsische Stiftung, 1998 és 2003 között a budapesti Domus Hungarica Scientiarum et Artium, 1999-ben a szegedi József Attila Tudományegyetem részéről.
Fő érdeklődési köre a szászok által lakott települések (különösen Brassó) története és a hozzájuk kapcsolódó emberek, történelmi események. Anyanyelvi szinten beszélt németül, románul, és magyarul. A brassói levéltár legtájékozottabb kutatója, európai szinten is elismert szaktekintély.

### Díjai, elismerései
- 1998-ban az esslingeni Künstlergilde Georg Dehio-díjával tüntették ki.[10]
- 2002-ben a Brassó Megyei Tanács díszoklevéllel ismerte el munkásságát.[11]
- Életművének elismerésére 2004-ben brassói történészek könyvet adtak ki tiszteletére (In honorem Gernot Nussbächer).[5]
- 2008-ban Apollonia Hirscher-kitüntetést kapott.[12]
- 2009-ben elnyerte a Romániai Német Demokrata Fórum Johannes Honterus-díját.[9]
- 2013-ban az Osztrák Köztársaság Arany Becsületrendjével tüntették ki.[13]

## Művei
2017-ig 1580 munkát jelentetett meg; ebből 35 könyv és brosúra, 71 közreműködés tanulmány- és fordításkötetekben, 140 tanulmány szakfolyóiratokban, és több, mint 1200 újságcikk német, román és magyar nyelven.

### Önálló kötetek
- Johannes Honterus. Sein Leben und Werk im Bild (román nyelven is megjelent). Bukarest: Kriterion (1973)
- Aus Urkunden und Chroniken (román nyelven is megjelent); 1981 és 2017 között 17 kötet jelent meg
- Johannes Benkner. Sein Leben und Wirken in Wort und Bild. Bukarest: Kriterion (1988)
- Das Kronstädter Rathaus. Brassó: Aldus (1996)
- Die Schwarze Kirche in Kronstadt (román és magyar nyelven is megjelent). Brassó: Aldus (1997)
- Kleiner Führer durch die Schwarze Kirche in Kronstadt (román és magyar nyelven is megjelent). Brassó: Aldus (1997; bővített kiadás 2004-ben)
- Johannes Honterus (1498–1549) (román nyelven is megjelent). Brassó: Aldus (1997)
- Documente privind meșteșugurile din Sighișoara. Catalog de documente (1376–1598). Brassó: Aldus (1998)
- Basteien, Gräben, Stadtmauern. Spaziergag im mittelalterlichen Kronstadt (magyar nyelven is megjelent). Brassó: Aldus (1998; bővített kiadás 2001-ben és 2005-ben)
- Caietele Corona. Contribuții la istoria Brașovului; 2002 és 2006 között 5 kötet jelent meg
- Liceul teoretic – Theoretisches Lyzeum Johannes Honterus. Brassó: Aldus (2002)
- Beiträge zur Honterus-Forschung; 1. és 2. kötet. Brassó: Aldus (2003, 2005)
- Wer war Honterus? Cine a fost Honterus? Brassó: Aldus (2009)

### Társszerzőként
- Urkundenbuch zur Geschichte der Deutschen in Siebenbürgen, 6. és 7. kötet. Bukarest: Kriterion (1981, 1991)
- Odae cum harmoniis (Honterus), 1548. Bukarest: Kriterion (1983)
- Brașov 1900. Brassó: Șchei (1996)
- Quellen zur Geschichte der Stadt Kronstadt, 8.2 és 9. kötet. Brassó: Aldus (1999, 2002)
- Brașov. Scurtă istorie a evoluției urbane. Brassó: Reform V (2003)
- Brașov. Monografie comercială. Brassó: Camera de Comerț (2004)
- Alt-Kronstadt. Bilder einer Stadt. Heilbronn: Johannis Reeg Verlag (2006)
- Plastiken an der Schwarzen Kirche. Nagyszeben: Hora (2007)
- Führer durch die Schwarze Kirche in Kronstadt (román és angol nyelven is megjelent). Brassó: Aldus (2007; bővített kiadás 2008-ban)
- Hălchiu – Heldsdorf – Höltövény. O istorie în imagini. Brassó: Suvenir (2007)
- Kreis Hermannstadt. Geschichte und Bilder (román nyelven is megjelent). Brassó: Suvenir (2007)
- Bronzegegenstände in der Schwarzen Kirche in Kronstadt (román nyelven is megjelent). Brassó: Foton (2008)
- Zehn Tugenden. Bilder aus der Schwarzen Kirche (román nyelven is megjelent). Brassó: Foton (2009)

### Magyarul
- A brassói Fekete-templom rövid bemutatása; ford. Gyenge Gabriella. Brassó: Aldus (1997)
- Bástyák, árkok, várfalak: séta a középkori Brassóban; ford., átdolg. Gyenge Gabriella. Brassó: Aldus (1998)